# Ножарство
Ножарство е занаят за изработване на различни видове ножове, ками, ятагани, бръсначи, саби, ножици.
Развитието на занаята е свързано с абаджийството, терзийството, кожухарството и животновъдството. По българските земи това е през XVIII – XIX в. Главните центрове са Асеновград, Габрово, Гоце Делчев, Карлово, Костенец, Мадан, Пловдив, Сливен и др. Произведената стока е продавана по пазарите на цялата Османска империя. След Освобождението продължава своето съществуване, макар и след Кримската война да започва да запада.